# Philippa Foot
Philippa Ruth Foot, född Bosanquet den 3 oktober 1920 i Owston Ferry, Lincolnshire, död 3 oktober 2010 i Oxford, Oxfordshire, var en brittisk filosof. Hon var professor i filosofi vid University of California i Los Angeles och verksam vid Oxford University.
Philippa Foot är känd som den som, vid sidan av Alasdair MacIntyre och Elizabeth Anscombe, grundat den moderna dygdedetiken. I sina verk går hon tillbaka till Aristoteles och Thomas av Aquino. Under senare tid har hon uppmärksammats för boken Natural Goodness (2001) i vilken hon utreder begreppet godhet.

## Biografi
Foot började vid Somerville College i Oxford 1939, där hon studerade filosofi, politik och ekonomi. 1942–1945 var hon verksam som forskarassistent vid Nuffield College och Royal Institute of International Affairs. 1947–1969 undervisade hon i filosofi vid Somerville College, från 1949 som fellow och lektor. Mellan 1960 och 1976 var hon i USA som gästprofessor, vid Cornell, MIT, Berkeley, Princeton och Los Angeles. 1976 utsågs hon till professor vid University of California, en befattning som hon hade tills hon 1991 blev emeritus. Sedan dess var hon bosatt och verksam i Oxford.
Philippa Foot var barnbarn till USA:s förre president Grover Cleveland.
Foot avled på sin 90-årsdag, den 3 oktober 2010.

## Filosofi
I sina verk behandlar Foot moralfilosofi, i synnerhet metaetik, dygdetik, och förhållandet mellan rationalitet och moral. Hon vänder sig emot emotivismen och preskriptivismen, och företräder en position som grundas på naturen.